# Raión de Lebedyn
Lebedýn (en ucraniano: Лебеди́нський район) es un raión o distrito de Ucrania en el óblast de Sumy. 
Comprende una superficie de 1700 km².
La capital es la ciudad de Lebedýn (en ucraniano: Лебеди́н).

## Demografía
Según estimación 2010, contaba con una población total de 22112 habitantes.

## Otros datos
El código KOATUU es 5922900000. El código postal 42200 y el prefijo telefónico +380 5445.